# سامي الكيالي
سامي الكيالي (1898- 1972 م) هو أديبٌ سوري، وباحثٌ عربي، رفدَ المكتبة العربية بعشرات الكتب وكان يميل للمطالعات الأدبية ومئات المقالات الأدبية والثقافية والتاريخية، رشحته منظمة اليونسكو ليشغل منصب المستشار الثقافي فيها، كما كسب عضوية مجمع اللغة العربية في دمشق والقاهرة.. عرفته المنابر الأدبية في العالم العربي كاتب مرهف ومعنى بالأدب ودراسة التاريخ والرحلات.
شاعرٌ مقل، يستندُ شعره إلى مرجعية ثقافية ثرية، لكنه نجا به من تصنع شعر العلماء، فجاءت عبارته عذبة، وموسيقاه ذات إيقاعات جميلة، وخياله محبب، والقصيدة في جملتها جيدة السبك.

## حياته
ولد في محافظة حلب عام 1898، عاش في حلب والقاهرة، وإسبانيا، والولايات المتحدة الأمريكية. درس في المدرسة السلطانية (التجهيز) بحلب، وكان مهتماً بالآداب، والتاريخ، والرحلات. شغل وظيفة أمين سر بلدية حلب ربع قرن، ومفتشاً إدارياً لبلديات المنطقة الشمالية. أصدر مجلة «الحديث» في حلب (1927 – 1960). عُيِّنَ مديراً لـ دار الكتب الوطنية، ومديراً للمركز الثقافي بحلب. كان مستشاراً ثقافياً للوفد السوري في اليونسكو. عضو في المُجمَّع اللغوي بسورية ومصر، وعضواً بالمجلس الأعلى للفنون والآداب في سورية ومصر. عضو في اتحاد الكتاب العرب بدمشق. عضو في الجمعية التاريخية بمصر. تكريماً لأعماله الأدبية قامت مدينة حلب باطلاق اسمه على مدرسة، ومركز ثقافي، وشارع فيها.

## آثاره
نشرَ عشرات المقالات، وله قصص ترجمها عن التركية وألف كتب عديدة أدبية واجتماعية منها:
1. أنواء وأضواء. دار المعارف – القاهرة: 1947م.
2. بنت يزيد. قصة - معربة عن التركية أيضًا
3. سلسلة اقرأ مع طه حسين. (جزآن)، دار المعارف – القاهرة: 1955- 1968م.
4. سيف الدولة الحمداني، وعصر الحمدانيين. (الطبعة الأولى).حلب: 1939م.
5. سيف الدولة الحمداني، وعصر الحمدانيين. (الطبعة الثانية).دار المعارف، القاهرة: 1959م.
6. أبو العلاء المعري – (دفاع ابن العديم عنه) - القاهرة 1945م.
7. الراحلون. مطبعة الاتحاد - مصر
8. المرأة: هذا اللغز الأبدي. حلب: 1947م.
9. من الأدب المعاصر - مطابع الحديث – حلب: 1957م.
10. صراع في سبيل القومية العربية. مطبعة الشرق، حلب: 1959م.
11. ولي الدين يكن. دار المعارف، مصر: 1950م.
12. الحركة الأدبية في حلب. معهد الدراسات العربية العالية، القاهرة: 1959م.
13. الأدب العربي المعاصر في سورية. دار المعارف، مصر: 1959م.
14. خمر.. وشعر. مطبعة الفنون، حلب: 1963م.
15. في الربوع الأندلسية. مطبعة الشرق، حلب: منشورات وزارة الثقافة 1963م.
16. الحكيم شهاب الدين السهروردي. دار المعارف، بيروت: 1966م.
17. الأدب، والقومية في سورية. معهد البحوث والدراسات العربية،القاهرة: 1969م.

- الإنتاج الشعري :

1. اذكريني. (شعر)، مجلة «الشعلة»، حلب – العدد: /6/1920م.
2. مناجاة الشرق. (شعر)، مجلة «الشعلة»، حلب- العدد: /7/1921م.

- المقالات الأدبية والدراسات التاريخية :

1. لمحة عن الفكر العربي.
2. مناقشات: الأُدباء المغموروُن.
3. رائد الفكر العربي إلى العالم الجديد.
4. الحكيم شهاب الدين السهروردي.
5. المرأة والأدب.
6. قصيدة منسية للشاعر الأعمى.
7. الشاعر الأعمى.
8. جارةُ صديقي.
9. نثرات في الهواء: دنيا الصوفيين.
10. الدكتور قسطنطين زريق.
11. صفحة من النبوغ السوري: قصة رجل موهوب.
12. إنتاجنا الفكري بين الحربين العالميتين.
13. صور حزينة من طفولة المعري.
14. لقصيدة اليتيمة.
15. منبر المسجد الأقصى المبارك الذي أحرقه الصهاينة.
16. جولة في الفردوس المفقود: قصر الحمراء.
17. أديبات عربيات في سورية.
18. مزيانا مراشن.
19. الشيخ فتح الله والمستشرق بوكوك.
20. مع الأميرة عائشة في قصر الحمراء.
21. المؤرخ السفير قاضي قضاة حلب: ابن العديم.
22. أدباء منسيُّون: عبد المسيح الأنطاكي 1875 -1922.
23. من صور الحياة: صديقان وصورتان من صور الحياة مختلفتان.
24. نكبة أسعد بن المهذب وزير صلاح الدين.
25. أبو الهدى الصيادي.
26. شاعر من الخليج العربي.
27. الشعر العربي في معركة التحرير.
28. رسائل سامي الكيالي وعبد الله الطيب إلى طه حسين.
29. نزعات حرة واتجاهات عربية في حياة خليل مطران وشعره.
30. مصرع شاعر.
31. أمين الريحاني، والشعر المنثور.
32. مصر في مرآة الشدياق.
33. الرسائل الخاصة.
34. نقد الكتب: عالم الفكر.
35. ديوان نار وأصفاد.
36. الغازي مصطفى كمال.
37. أحمد زكي باشا.
38. الشرق والغرب.
39. ساعتان عند مي.
40. أسلوب الكندي.
41. مستقبل الأدب العربي.
42. ومضات من التاريخ وفترات دامية من بدء عصر الانهيار.
43. مع صيدح في كتابه عن أدب المهجر.
44. ابن القارح.
45. مخطوطات حلب.
46. ذكرى مرور ألف عام على وفاة المتنبي.
47. إحياء تراثنا الشعبي بالفن.
48. الصناعات الشامية - عرض وتحليل.
49. الصيرفي في ديوانه الجديد - صدى ونور ودموع.
50. أديب حلبي يسبق عصره.
51. ومضات من تاريخ العرب.
52. النقد والرد.
53. حوارية تاريخية.
54. مع الشاعر شفيق معلوف - في وادي عبقر.
55. لألاء القمر.
56. المكتبة العربية.
57. أبو عامر بن شهيد.
58. أمير البيان شكيب أرسلان.
59. عبرة الشباب.
60. أبو العلاء المعري: صورة حزينة من طفولته.

- مقطع من قصيدة اذكريني

## وفاته
أقيم له حفل تأبيني في: 4/أيَّار/1972م. في دار الكتب الوطنية بحلب شارك فيه عدد كبير من أدباء وشعراء الوطن العربي منهم: عبد الله يوركي حلاق، فوزي الكيالي، فايز إسماعيل، محافظ حلب، خليل هنداوي، عمر الدقاق، طه إسحاق الكيالي، عبد السلام العجيلي، وآخرون.